# Dunedin (Florida)
Dunedin è una città degli Stati Uniti d'America, situata in Florida, nella Contea di Pinellas. Prende il suo nome dalla città di Edimburgo (Scozia), il cui nome in gaelico è Dùn Èideann.